# Nikola Pokrivač
Nikola Pokrivač (Čakovec, 26 november 1985 – Karlovac, 18 april 2025) was een Kroatisch betaald voetballer die bij voorkeur als verdedigende middenvelder speelde. Pokrivač speelde tussen 2008 en 2010 in totaal vijftien interlands voor het Kroatisch voetbalelftal en maakte deel uit van de selectie op het Europees kampioenschap voetbal 2008.

## Clubcarrière
Pokrivač' profloopbaan begon in 2004 bij Varteks Varaždin. Hij ging in 2007 voor één seizoen naar Dinamo Zagreb voor hij in 2008 bij AS Monaco tekende. Trainer Huub Stevens haalde hem in augustus 2009 van AS Monaco naar Red Bull Salzburg, waar hij voor drie jaar tekende. Na zijn avontuur in Salzburg vertrok Pokrivač in augustus 2011 naar GNK Dinamo Zagreb. In augustus 2012, werd hij samen met Jerko Leko uit het team gezet door de toenmalige trainer Ante Čačić. Volgens Čačić lieten Pokrivač en Leko niet voldoende wil zien voor Dinamo Zagreb.
In juni 2013 ondertekende Pokrivač samen met Ivan Tomečak een tweejarig contract bij HNK Rijeka, dat een optie kreeg om hem daarna nog een jaar langer vast te leggen. De Kroaat verkaste in juli 2014 naar Sjachtjor Karaganda. Na een jaar verhuisde hij naar Maccabi Petach Tikwa. In 2015 werd er bij de Pokrivač lymfeklierkanker ontdekt. Hierdoor was hij zes maanden niet actief. In maart 2016 keerde hij terug in de voetballerij door een contract te sluiten met Slaven Belupo. De ziekte keerde echter terug en in 2016 en 2017 onderging hij een beenmergtransplantatie. In november 2017 beëindigde hij zijn profloopbaan. In 2021 maakte hij zijn rentree in het Kroatische amateurvoetbal. 
Pokrivač overleed op 18 april 2025 op 39-jarige leeftijd aan de gevolgen van een ernstig auto-ongeluk. Ten tijde van zijn overlijden was hij speler van het Kroatische NK Vojnić '95.

## Interlandcarrière

### Internationale wedstrijden
| #                                 | Datum      | Wedstrijd               | Uitslag | Soort Wedstrijd      | Goals |
| --------------------------------- | ---------- | ----------------------- | ------- | -------------------- | ----- |
| 1.                                | 24-05-2008 | Kroatië - Moldavië      | 1-0     | Vriendschappelijk    | 0     |
| 2.                                | 16-06-2008 | Kroatië - Polen         | 1-0     | EK Groepsfase 2008   | 0     |
| 3.                                | 20-08-2008 | Slovenië - Kroatië      | 2-3     | Vriendschappelijk    | 0     |
| 4.                                | 06-09-2008 | Kazachstan - Kroatië    | 0-3     | WK Kwalificatie 2010 | 0     |
| 5.                                | 10-09-2008 | Kroatië - Engeland      | 1-4     | WK Kwalificatie 2010 | 0     |
| 6.                                | 11-02-2009 | Kroatië - Roemenië      | 2-1     | Vriendschappelijk    | 0     |
| 7.                                | 01-04-2009 | Andorra - Kroatië       | 2-0     | WK Kwalificatie 2010 | 0     |
| 8.                                | 09-09-2009 | Engeland - Kroatië      | 5-1     | WK Kwalificatie 2010 | 0     |
| 9.                                | 08-10-2009 | Kroatië - Qatar         | 3-2     | Vriendschappelijk    | 0     |
| 10.                               | 14-10-2009 | Kroatië - Kazachstan    | 2-1     | WK Kwalificatie 2010 | 0     |
| 11.                               | 14-11-2009 | Liechtenstein - Kroatië | 0-5     | Vriendschappelijk    | 0     |
| 12.                               | 19-05-2010 | Oostenrijk - Kroatië    | 0-1     | Vriendschappelijk    | 0     |
| 13.                               | 23-05-2010 | Kroatië - Wales         | 2-0     | Vriendschappelijk    | 0     |
| 14.                               | 26-05-2010 | Kroatië - Estland       | 0-0     | Vriendschappelijk    | 0     |
| 15.                               | 12-10-2010 | Noorwegen - Kroatië     | 2-1     | Vriendschappelijk    | 0     |
| Totaal                            | Totaal     | Totaal                  | Totaal  | Totaal               | 0     |
| Laatst bijgewerkt op 8 april 2016 |            |                         |         |                      |       |

## Erelijst
NK Međimurje Čakovec
- Druga nogometna Liga

2003/04
 GNK Dinamo Zagreb
- Landskampioen

2006/07, 2007/08, 2011/12
- Kroatische voetbalbeker

2007, 2008, 2012
 Red Bull Salzburg
- Landskampioen

2010
 HNK Rijeka
- Kroatische voetbalbeker

2014